# Liste des monuments historiques protégés en 1924
Cet article recense les monuments historiques français classés en 1924.

## Protections
| Édifice                                                                | Commune                     | Département         | Région                     | Protection | Base Mérimée                         | Coordonnées                        | Image |
| ---------------------------------------------------------------------- | --------------------------- | ------------------- | -------------------------- | ---------- | ------------------------------------ | ---------------------------------- | ----- |
| Rempart attenant à la maison Nicolas                                   | Pérouges                    | Ain                 | Auvergne-Rhône-Alpes       | classé     | « PA00116523 », notice no PA00116523 | 45° 54′ 10″ nord, 5° 10′ 45″ est   |       |
| Maison Thibaut                                                         | Pérouges                    | Ain                 | Auvergne-Rhône-Alpes       | classé     | « PA00116494 », notice no PA00116494 | 45° 54′ 11″ nord, 5° 10′ 49″ est   |       |
| Ruines de la maison Salomon                                            | Pérouges                    | Ain                 | Auvergne-Rhône-Alpes       | classé     | « PA00116487 », notice no PA00116487 | 45° 54′ 12″ nord, 5° 10′ 48″ est   |       |
| Maison Salomon                                                         | Pérouges                    | Ain                 | Auvergne-Rhône-Alpes       | classé     | « PA00116488 », notice no PA00116488 | 45° 54′ 11″ nord, 5° 10′ 50″ est   |       |
| Château de Guise                                                       | Guise                       | Aisne               | Hauts-de-France            | classé     | « PA00115693 », notice no PA00115693 | 49° 53′ 46″ nord, 3° 37′ 23″ est   |       |
| Église de la Nativité-de-la-Sainte-Vierge de Vauxcéré                  | Vauxcéré                    | Aisne               | Hauts-de-France            | classé     | « PA00115965 », notice no PA00115965 | 49° 20′ 26″ nord, 3° 38′ 18″ est   |       |
| Porte de ville                                                         | Montaiguët-en-Forez         | Allier              | Auvergne-Rhône-Alpes       | classé     | « PA00093161 », notice no PA00093161 | 46° 16′ 13″ nord, 3° 48′ 03″ est   |       |
| Vieux Pont                                                             | Sospel                      | Alpes-Maritimes     | Provence-Alpes-Côte d'Azur | classé     | « PA00080876 », notice no PA00080876 | 43° 52′ 41″ nord, 7° 26′ 57″ est   |       |
| Château de Rochemaure                                                  | Rochemaure                  | Ardèche             | Auvergne-Rhône-Alpes       | classé     | « PA00116757 », notice no PA00116757 | 44° 35′ 26″ nord, 4° 42′ 12″ est   |       |
| Église Saint-Georges                                                   | Trouans                     | Aube                | Grand Est                  | classé     | « PA00078247 », notice no PA00078247 | 48° 37′ 44″ nord, 4° 14′ 21″ est   |       |
| Grotte des Fées                                                        | Leucate                     | Aude                | Occitanie                  | classé     | « PA00102742 », notice no PA00102742 | 42° 53′ 52″ nord, 3° 02′ 07″ est   |       |
| Église Saint-Julien                                                    | Castelnau-de-Mandailles     | Aveyron             | Occitanie                  | classé     | « PA00093990 », notice no PA00093990 | 44° 30′ 57″ nord, 2° 52′ 41″ est   |       |
| Église Saint-Jean                                                      | Najac                       | Aveyron             | Occitanie                  | classé     | « PA00094082 », notice no PA00094082 | 44° 13′ 03″ nord, 1° 58′ 15″ est   |       |
| Église Saint-Saturnin                                                  | Saint-Saturnin-de-Lenne     | Aveyron             | Occitanie                  | classé     | « PA00094164 », notice no PA00094164 | 44° 25′ 21″ nord, 3° 01′ 04″ est   |       |
| Église protestante de Leiterswiller                                    | Hoffen                      | Bas-Rhin            | Grand Est                  | classé     | « PA00084750 », notice no PA00084750 | 48° 55′ 28″ nord, 7° 56′ 50″ est   |       |
| Église Saint-André                                                     | Meistratzheim               | Bas-Rhin            | Grand Est                  | classé     | « PA00084788 », notice no PA00084788 | 48° 26′ 51″ nord, 7° 32′ 28″ est   |       |
| Château de l'Ortenbourg                                                | Scherwiller                 | Bas-Rhin            | Grand Est                  | classé     | « PA00084970 », notice no PA00084970 | 48° 17′ 45″ nord, 7° 23′ 32″ est   |       |
| Corps de garde                                                         | Scherwiller                 | Bas-Rhin            | Grand Est                  | classé     | « PA00084972 », notice no PA00084972 | 48° 17′ 09″ nord, 7° 25′ 10″ est   |       |
| Chapelle des Ursulines                                                 | Aix-en-Provence             | Bouches-du-Rhône    | Provence-Alpes-Côte d'Azur | classé     | « PA00080986 », notice no PA00080986 | 43° 31′ 50″ nord, 5° 27′ 03″ est   |       |
| Mas de la Brune                                                        | Eygalières                  | Bouches-du-Rhône    | Provence-Alpes-Côte d'Azur | classé     | « PA00081246 », notice no PA00081246 | 43° 46′ 20″ nord, 4° 56′ 42″ est   |       |
| Chapelle Sainte-Marie de Pierredon                                     | Saint-Rémy-de-Provence      | Bouches-du-Rhône    | Provence-Alpes-Côte d'Azur | inscrit    | « PA00081441 », notice no PA00081441 | 43° 44′ 24″ nord, 4° 52′ 53″ est   |       |
| Chapelle Saint-Jean-de-Bernasse                                        | Salon-de-Provence           | Bouches-du-Rhône    | Provence-Alpes-Côte d'Azur | classé     | « PA00081458 », notice no PA00081458 | 43° 37′ 08″ nord, 5° 07′ 30″ est   |       |
| Maison à pans de bois de la rue des Cuisiniers                         | Bayeux                      | Calvados            | Normandie                  | classé     | « PA00111061 », notice no PA00111061 | 49° 16′ 38″ nord, 0° 42′ 10″ ouest |       |
| Hôtel du Gouverneur                                                    | Bayeux                      | Calvados            | Normandie                  | classé     | « PA00111058 », notice no PA00111058 | 49° 16′ 31″ nord, 0° 42′ 22″ ouest |       |
| Château de Saint-Germain-de-Livet                                      | Saint-Germain-de-Livet      | Calvados            | Normandie                  | classé     | « PA00111671 », notice no PA00111671 | 49° 05′ 21″ nord, 0° 12′ 53″ est   |       |
| Manoir d'Argouges                                                      | Vaux-sur-Aure               | Calvados            | Normandie                  | classé     | « PA00111781 », notice no PA00111781 | 49° 19′ 17″ nord, 0° 43′ 12″ ouest |       |
| Village fortifié du Roch                                               | Chastel-sur-Murat           | Cantal              | Auvergne-Rhône-Alpes       | classé     | « PA00093493 », notice no PA00093493 | 45° 07′ 15″ nord, 2° 51′ 23″ est   |       |
| Église Saint-Georges                                                   | Riom-ès-Montagnes           | Cantal              | Auvergne-Rhône-Alpes       | classé     | « PA00093585 », notice no PA00093585 | 45° 16′ 54″ nord, 2° 39′ 36″ est   |       |
| Habitations préhistoriques de Châteauneuf                              | Riom-ès-Montagnes           | Cantal              | Auvergne-Rhône-Alpes       | classé     | « PA00093586 », notice no PA00093586 | 45° 18′ 31″ nord, 2° 37′ 53″ est   |       |
| Cases de Cotteuges                                                     | Saint-Vincent-de-Salers     | Cantal              | Auvergne-Rhône-Alpes       | classé     | « PA00093705 », notice no PA00093705 | 45° 12′ 13″ nord, 2° 35′ 14″ est   |       |
| Habitations préhistoriques des Fraux                                   | Virargues                   | Cantal              | Auvergne-Rhône-Alpes       | classé     | « PA00093721 », notice no PA00093721 | 45° 08′ 23″ nord, 2° 52′ 17″ est   |       |
| Porte Dauphine                                                         | La Rochelle                 | Charente-Maritime   | Nouvelle-Aquitaine         | classé     | « PA00105144 », notice no PA00105144 | 46° 10′ 05″ nord, 1° 09′ 02″ ouest |       |
| Temple protestant                                                      | La Rochelle                 | Charente-Maritime   | Nouvelle-Aquitaine         | classé     | « PA00105147 », notice no PA00105147 | 46° 09′ 34″ nord, 1° 08′ 59″ ouest |       |
| Maison dite de Nicolas Venette                                         | La Rochelle                 | Charente-Maritime   | Nouvelle-Aquitaine         | classé     | « PA00104898 », notice no PA00104898 | 46° 09′ 37″ nord, 1° 09′ 17″ ouest |       |
| Église Saint-Sulpice de Saint-Sulpice-d'Arnoult                        | Saint-Sulpice-d'Arnoult     | Charente-Maritime   | Nouvelle-Aquitaine         | classé     | « PA00105243 », notice no PA00105243 | 45° 48′ 18″ nord, 0° 50′ 52″ ouest |       |
| Château de Bois-Sire-Amé                                               | Vorly                       | Cher                | Centre-Val de Loire        | classé     | « PA00096934 », notice no PA00096934 | 46° 55′ 56″ nord, 2° 28′ 46″ est   |       |
| Chapelle impériale                                                     | Ajaccio                     | Corse-du-Sud        | Corse                      | classé     | « PA00099060 », notice no PA00099060 | 41° 55′ 18″ nord, 8° 44′ 18″ est   |       |
| Maison Bonaparte                                                       | Ajaccio                     | Corse-du-Sud        | Corse                      | classé     | « PA00099066 », notice no PA00099066 | 41° 55′ 05″ nord, 8° 44′ 19″ est   |       |
| Site archéologique d'Alésia                                            | Alise-Sainte-Reine          | Côte-d'Or           | Bourgogne-Franche-Comté    | classé     | « PA00112053 », notice no PA00112053 | 47° 32′ 20″ nord, 4° 30′ 07″ est   |       |
| Hôtel des Ducs de Bourgogne                                            | Beaune                      | Côte-d'Or           | Bourgogne-Franche-Comté    | classé     | « PA00112113 », notice no PA00112113 | 47° 01′ 24″ nord, 4° 50′ 12″ est   |       |
| Croix de cimetière                                                     | Bellenod-sur-Seine          | Côte-d'Or           | Bourgogne-Franche-Comté    | classé     | « PA00112134 », notice no PA00112134 | 47° 41′ 53″ nord, 4° 38′ 39″ est   |       |
| Fontaine gallo-romaine                                                 | Beurey-Bauguay              | Côte-d'Or           | Bourgogne-Franche-Comté    | classé     | « PA00112135 », notice no PA00112135 | 47° 13′ 54″ nord, 4° 25′ 26″ est   |       |
| Château de Charny                                                      | Charny                      | Côte-d'Or           | Bourgogne-Franche-Comté    | classé     | « PA00112180 », notice no PA00112180 | 47° 20′ 17″ nord, 4° 25′ 40″ est   |       |
| Croix de Châtellenot                                                   | Terrefondrée                | Côte-d'Or           | Bourgogne-Franche-Comté    | classé     | « PA00112691 », notice no PA00112691 | 47° 43′ 07″ nord, 4° 48′ 52″ est   |       |
| Croix de chemin                                                        | Villy-en-Auxois             | Côte-d'Or           | Bourgogne-Franche-Comté    | classé     | « PA00112731 », notice no PA00112731 | 47° 25′ 39″ nord, 4° 37′ 49″ est   |       |
| Ossuaire                                                               | Lanvellec                   | Côtes-d'Armor       | Bretagne                   | classé     | « PA00089301 », notice no PA00089301 | 48° 37′ 09″ nord, 3° 32′ 17″ ouest |       |
| Hôtel de la Tour                                                       | Tréguier                    | Côtes-d'Armor       | Bretagne                   | classé     | « PA00089705 », notice no PA00089705 | 48° 47′ 12″ nord, 3° 14′ 03″ ouest |       |
| Église Saint-Sylvain de Bonnat                                         | Bonnat                      | Creuse              | Nouvelle-Aquitaine         | classé     | « PA00100012 », notice no PA00100012 | 46° 19′ 38″ nord, 1° 54′ 09″ est   |       |
| Croix de chemin de La Chapelle-Baloue                                  | La Chapelle-Baloue          | Creuse              | Nouvelle-Aquitaine         | classé     | « PA00100037 », notice no PA00100037 | 46° 21′ 23″ nord, 1° 34′ 24″ est   |       |
| Croix de chemin de Ladapeyre                                           | Ladapeyre                   | Creuse              | Nouvelle-Aquitaine         | classé     | « PA00100094 », notice no PA00100094 | 46° 14′ 55″ nord, 2° 02′ 59″ est   |       |
| Abbaye de Moutier-d'Ahun                                               | Moutier-d'Ahun              | Creuse              | Nouvelle-Aquitaine         | classé     | « PA00100114 », notice no PA00100114 | 46° 05′ 26″ nord, 2° 03′ 18″ est   |       |
| Maison-Dieu de Châtillon-sur-Thouet                                    | Châtillon-sur-Thouet        | Deux-Sèvres         | Nouvelle-Aquitaine         | classé     | « PA00101214 », notice no PA00101214 | 46° 39′ 18″ nord, 0° 14′ 53″ ouest |       |
| Église Saint-Pierre-ès-Liens de Secondigné-sur-Belle                   | Secondigné-sur-Belle        | Deux-Sèvres         | Nouvelle-Aquitaine         | classé     | « PA00101372 », notice no PA00101372 | 46° 09′ 46″ nord, 0° 17′ 49″ ouest |       |
| Grotte de Commarque                                                    | Les Eyzies                  | Dordogne            | Nouvelle-Aquitaine         | classé     | « PA00082548 », notice no PA00082548 | 44° 56′ 32″ nord, 1° 06′ 06″ est   |       |
| Château de Jumilhac                                                    | Jumilhac-le-Grand           | Dordogne            | Nouvelle-Aquitaine         | classé     | « PA00082592 », notice no PA00082592 | 45° 29′ 35″ nord, 1° 03′ 36″ est   |       |
| Abri Reverdit                                                          | Sergeac                     | Dordogne            | Nouvelle-Aquitaine         | classé     | « PA00082996 », notice no PA00082996 | 44° 59′ 57″ nord, 1° 06′ 03″ est   |       |
| Chapelle Sainte-Barbara d'Allan                                        | Allan                       | Drôme               | Auvergne-Rhône-Alpes       | classé     | « PA00116881 », notice no PA00116881 | 44° 29′ 04″ nord, 4° 48′ 05″ est   |       |
| Château et sa chapelle                                                 | Le Poët-Laval               | Drôme               | Auvergne-Rhône-Alpes       | classé     | « PA00117012 », notice no PA00117012 | 44° 32′ 14″ nord, 5° 00′ 52″ est   |       |
| Église Saint-Germain-de-Paris d'Itteville                              | Itteville                   | Essonne             | Île-de-France              | classé     | « PA00087923 », notice no PA00087923 | 48° 30′ 54″ nord, 2° 20′ 31″ est   |       |
| Maison du Temps Jadis                                                  | Vernon                      | Eure                | Normandie                  | classé     | « PA00099622 », notice no PA00099622 | 49° 05′ 36″ nord, 1° 29′ 09″ est   |       |
| Tour de Bois-Ruffin                                                    | Arrou                       | Eure-et-Loir        | Centre-Val de Loire        | classé     | « PA00096959 », notice no PA00096959 | 48° 06′ 09″ nord, 1° 02′ 42″ est   |       |
| Maison Henri IV                                                        | Chartres                    | Eure-et-Loir        | Centre-Val de Loire        | inscrit    | « PA00097005 », notice no PA00097005 | 48° 27′ 00″ nord, 1° 29′ 16″ est   |       |
| Château de Montuel                                                     | Montigny-sur-Avre           | Eure-et-Loir        | Centre-Val de Loire        | classé     | « PA00097157 », notice no PA00097157 | 48° 43′ 49″ nord, 1° 01′ 27″ est   |       |
| Allée couverte de Kerbalannec (Ty-ar-c'horriket)                       | Beuzec-Cap-Sizun            | Finistère           | Bretagne                   | classé     | « PA00089834 », notice no PA00089834 | 48° 04′ 59″ nord, 4° 27′ 16″ ouest |       |
| Menhir de Luguenez                                                     | Beuzec-Cap-Sizun            | Finistère           | Bretagne                   | classé     | « PA00089836 », notice no PA00089836 | 48° 05′ 03″ nord, 4° 31′ 59″ ouest |       |
| Chapelle Saint-Jean de Tréboul                                         | Douarnenez                  | Finistère           | Bretagne                   | classé     | « PA00089911 », notice no PA00089911 | 48° 06′ 03″ nord, 4° 20′ 48″ ouest |       |
| Église Saint-Gilles d'Elliant                                          | Elliant                     | Finistère           | Bretagne                   | classé     | « PA00089918 », notice no PA00089918 | 47° 59′ 43″ nord, 3° 53′ 28″ ouest |       |
| Maison de la Duchesse Anne                                             | Landerneau                  | Finistère           | Bretagne                   | inscrit    | « PA00090034 », notice no PA00090034 | 48° 27′ 02″ nord, 4° 15′ 01″ ouest |       |
| Dolmen de Penker-Ar-Bloaz                                              | Plomeur                     | Finistère           | Bretagne                   | classé     | « PA00090189 », notice no PA00090189 | 47° 49′ 10″ nord, 4° 17′ 39″ ouest |       |
| Ar-Groez-Veur                                                          | Plomeur                     | Finistère           | Bretagne                   | classé     | « PA00090191 », notice no PA00090191 | 47° 51′ 00″ nord, 4° 18′ 22″ ouest |       |
| Stèle gauloise                                                         | Plonéour-Lanvern            | Finistère           | Bretagne                   | classé     | « PA00090201 », notice no PA00090201 | 47° 54′ 12″ nord, 4° 16′ 59″ ouest |       |
| Alignement de Croas-an-Teurec                                          | Saint-Goazec                | Finistère           | Bretagne                   | classé     | « PA00090413 », notice no PA00090413 | 48° 08′ 30″ nord, 3° 45′ 30″ ouest |       |
| Abbaye                                                                 | Leimbach                    | Haut-Rhin           | Grand Est                  | classé     | « PA00085504 », notice no PA00085504 | 47° 47′ 40″ nord, 7° 05′ 41″ est   |       |
| Champ de bataille du Hartmannswillerkopf                               | Uffholtz                    | Haut-Rhin           | Grand Est                  | classé     | « PA00085724 », notice no PA00085724 | 47° 51′ 38″ nord, 7° 09′ 40″ est   |       |
| Souterrain de Houantaou                                                | Ganties                     | Haute-Garonne       | Occitanie                  | classé     | « PA00094339 », notice no PA00094339 | 43° 04′ 22″ nord, 0° 50′ 57″ est   |       |
| Souterrain de Houantaou                                                | Montespan                   | Haute-Garonne       | Occitanie                  | classé     | « PA00094389 », notice no PA00094389 | 43° 04′ 22″ nord, 0° 50′ 57″ est   |       |
| Maison romane                                                          | Blesle                      | Haute-Loire         | Auvergne-Rhône-Alpes       | classé     | « PA00092610 », notice no PA00092610 | 45° 19′ 06″ nord, 3° 10′ 10″ est   |       |
| Halles de Joinville                                                    | Joinville Détruites.        | Haute-Marne         | Grand Est                  | inscrit    | « PA00079080 », notice no PA00079080 | 48° 26′ 27″ nord, 5° 08′ 14″ est   |       |
| Porte des Moulins                                                      | Langres                     | Haute-Marne         | Grand Est                  | classé     | « PA00079125 », notice no PA00079125 | 47° 51′ 31″ nord, 5° 19′ 58″ est   |       |
| Hôtel-Dieu de Thonon-les-Bains                                         | Thonon-les-Bains            | Haute-Savoie        | Auvergne-Rhône-Alpes       | classé     | « PA00118460 », notice no PA00118460 | 46° 22′ 08″ nord, 6° 28′ 44″ est   |       |
| Chapelle Notre-Dame-de-Garaison                                        | Monléon-Magnoac             | Hautes-Pyrénées     | Occitanie                  | classé     | « PA00095399 », notice no PA00095399 | 43° 12′ 23″ nord, 0° 30′ 09″ est   |       |
| Autel de Malpas                                                        | Colombiers                  | Hérault             | Occitanie                  | classé     | « PA00103444 », notice no PA00103444 |                                    |       |
| Hôtel des Monnaies                                                     | Villemagne-l'Argentière     | Hérault             | Occitanie                  | classé     | « PA00103753 », notice no PA00103753 | 43° 37′ 03″ nord, 3° 07′ 12″ est   |       |
| Église Notre-Dame de La Berthenoux                                     | La Berthenoux               | Indre               | Centre-Val de Loire        | classé     | « PA00097273 », notice no PA00097273 | 46° 39′ 40″ nord, 2° 03′ 40″ est   |       |
| Église Saint-Laurent de Neuvy-Pailloux                                 | Neuvy-Pailloux              | Indre               | Centre-Val de Loire        | classé     | « PA00097407 », notice no PA00097407 | 46° 53′ 09″ nord, 1° 51′ 31″ est   |       |
| Ancien château de Roncée                                               | Panzoult                    | Indre-et-Loire      | Centre-Val de Loire        | classé     | « PA00097903 », notice no PA00097903 | 47° 08′ 22″ nord, 0° 25′ 07″ est   |       |
| Maison                                                                 | Tours                       | Indre-et-Loire      | Centre-Val de Loire        | inscrit    | « PA00098254 », notice no PA00098254 | 47° 23′ 39″ nord, 0° 40′ 54″ est   |       |
| Fontaine du Jeu de Paume                                               | Vienne                      | Isère               | Auvergne-Rhône-Alpes       | classé     | « PA00117328 », notice no PA00117328 | 45° 31′ 38″ nord, 4° 52′ 24″ est   |       |
| Fontaine                                                               | Vienne                      | Isère               | Auvergne-Rhône-Alpes       | classé     | « PA00117329 », notice no PA00117329 | 45° 31′ 32″ nord, 4° 52′ 31″ est   |       |
| Maisons                                                                | Vienne                      | Isère               | Auvergne-Rhône-Alpes       | classé     | « PA00117333 », notice no PA00117333 | 45° 31′ 36″ nord, 4° 52′ 27″ est   |       |
| Porte de la cour de l'Ambulance                                        | Vienne                      | Isère               | Auvergne-Rhône-Alpes       | classé     | « PA00117346 », notice no PA00117346 | 45° 31′ 34″ nord, 4° 52′ 42″ est   |       |
| Pont Saint-Martin                                                      | Vienne                      | Isère               | Auvergne-Rhône-Alpes       | classé     | « PA00117345 », notice no PA00117345 | 45° 31′ 41″ nord, 4° 52′ 41″ est   |       |
| Église Saint-Gervais-Saint-Protais de Couture-sur-Loir                 | Couture-sur-Loir            | Loir-et-Cher        | Centre-Val de Loire        | classé     | « PA00098429 », notice no PA00098429 | 47° 45′ 15″ nord, 0° 41′ 12″ est   |       |
| Église Saint-Blaise de Rozier-Côtes-d'Aurec                            | Rozier-Côtes-d'Aurec        | Loire               | Auvergne-Rhône-Alpes       | classé     | « PA00117569 », notice no PA00117569 | 45° 22′ 17″ nord, 4° 06′ 15″ est   |       |
| Château de Clisson                                                     | Clisson                     | Loire-Atlantique    | Pays de la Loire           | classé     | « PA00108588 », notice no PA00108588 | 47° 05′ 12″ nord, 1° 16′ 51″ ouest |       |
| Maison                                                                 | Sully-sur-Loire             | Loiret              | Centre-Val de Loire        | classé     | « PA00099027 », notice no PA00099027 | 47° 46′ 00″ nord, 2° 22′ 27″ est   |       |
| Maison                                                                 | Cahors                      | Lot                 | Occitanie                  | classé     | « PA00095016 », notice no PA00095016 | 44° 26′ 44″ nord, 1° 26′ 40″ est   |       |
| Maison de l'Hébrardie                                                  | Cajarc                      | Lot                 | Occitanie                  | classé     | « PA00095033 », notice no PA00095033 | 44° 29′ 10″ nord, 1° 50′ 34″ est   |       |
| Château de Castelnau-Montratier                                        | Castelnau-Montratier        | Lot                 | Occitanie                  | inscrit    | « PA00095049 », notice no PA00095049 | 44° 16′ 02″ nord, 1° 21′ 14″ est   |       |
| Hôtel de Laporte                                                       | Figeac                      | Lot                 | Occitanie                  | inscrit    | « PA00095078 », notice no PA00095078 | 44° 36′ 38″ nord, 2° 02′ 02″ est   |       |
| Château de la Bourgonnière                                             | Orée d'Anjou                | Maine-et-Loire      | Pays de la Loire           | classé     | « PA00108982 », notice no PA00108982 | 47° 20′ 53″ nord, 1° 05′ 21″ ouest |       |
| Abbaye de Savigny                                                      | Savigny-le-Vieux            | Manche              | Normandie                  | classé     | « PA00110611 », notice no PA00110611 | 48° 30′ 07″ nord, 1° 01′ 39″ ouest |       |
| Église Saint-Hélain                                                    | Bisseuil                    | Marne               | Grand Est                  | classé     | « PA00078593 », notice no PA00078593 | 49° 02′ 40″ nord, 4° 05′ 11″ est   |       |
| Église Saint-Symphorien de Ponthion                                    | Ponthion                    | Marne               | Grand Est                  | classé     | « PA00078769 », notice no PA00078769 | 48° 45′ 34″ nord, 4° 42′ 45″ est   |       |
| Château de Troissy                                                     | Troissy                     | Marne               | Grand Est                  | classé     | « PA00078877 », notice no PA00078877 | 49° 04′ 53″ nord, 3° 42′ 32″ est   |       |
| Église Sainte-Agathe de Villers-Allerand                               | Villers-Allerand            | Marne               | Grand Est                  | classé     | « PA00078900 », notice no PA00078900 | 49° 10′ 00″ nord, 4° 01′ 30″ est   |       |
| Menhir de Désertines                                                   | Désertines                  | Mayenne             | Pays de la Loire           | classé     | « PA00109499 », notice no PA00109499 | 48° 28′ 05″ nord, 0° 52′ 03″ ouest |       |
| Château de Mortiercrolles                                              | Saint-Quentin-les-Anges     | Mayenne             | Pays de la Loire           | classé     | « PA00109607 », notice no PA00109607 | 47° 45′ 59″ nord, 0° 52′ 34″ ouest |       |
| Église Saint-Pierre de Liverdun                                        | Liverdun                    | Meurthe-et-Moselle  | Grand Est                  | classé     | « PA00106062 », notice no PA00106062 | 48° 45′ 08″ nord, 6° 03′ 48″ est   |       |
| Presbytère de Liverdun                                                 | Liverdun                    | Meurthe-et-Moselle  | Grand Est                  | classé     | « PA00106071 », notice no PA00106071 | 48° 45′ 09″ nord, 6° 03′ 48″ est   |       |
| Hôtel de Beauvau-Craon                                                 | Nancy                       | Meurthe-et-Moselle  | Grand Est                  | classé     | « PA00106113 », notice no PA00106113 | 48° 41′ 42″ nord, 6° 10′ 59″ est   |       |
| Bourse des marchands                                                   | Nancy                       | Meurthe-et-Moselle  | Grand Est                  | classé     | « PA00106100 », notice no PA00106100 | 48° 41′ 41″ nord, 6° 10′ 55″ est   |       |
| Menhir de Champ l'Écuyer                                               | Nant-le-Grand               | Meuse               | Grand Est                  | classé     | « PA00106597 », notice no PA00106597 | 48° 40′ 52″ nord, 5° 12′ 04″ est   |       |
| Menhir de la Pierre l'Ogre                                             | Nant-le-Grand               | Meuse               | Grand Est                  | classé     | « PA00106596 », notice no PA00106596 | 48° 41′ 12″ nord, 5° 12′ 17″ est   |       |
| Calvaire et ossuaire du cimetière                                      | Guéhenno                    | Morbihan            | Bretagne                   | classé     | « PA00091234 », notice no PA00091234 | 47° 53′ 29″ nord, 2° 38′ 22″ ouest |       |
| Menhir de Men-Bras-de-Kermar-Ker                                       | Moustoir-Ac                 | Morbihan            | Bretagne                   | classé     | « PA00091459 », notice no PA00091459 | 47° 49′ 29″ nord, 2° 51′ 32″ ouest |       |
| Grenier de Chèvremont                                                  | Metz                        | Moselle             | Grand Est                  | classé     | « PA00106843 », notice no PA00106843 | 49° 07′ 18″ nord, 6° 10′ 43″ est   |       |
| Cimetière de Saint-Privat-la-Montagne                                  | Saint-Privat-la-Montagne    | Moselle             | Grand Est                  | classé     | « PA00106989 », notice no PA00106989 | 49° 11′ 22″ nord, 6° 02′ 07″ est   |       |
| Château de l'Hermitage                                                 | Condé-sur-l'Escaut          | Nord                | Hauts-de-France            | classé     | « PA00107437 », notice no PA00107437 | 50° 29′ 12″ nord, 3° 35′ 46″ est   |       |
| Fortifications de Maubeuge                                             | Maubeuge                    | Nord                | Hauts-de-France            | classé     | « PA00107748 », notice no PA00107748 |                                    |       |
| Maison à pans de bois                                                  | Valenciennes                | Nord                | Hauts-de-France            | classé     | « PA00107873 », notice no PA00107873 | 50° 21′ 37″ nord, 3° 31′ 45″ est   |       |
| Église Saint-Hilaire de Coudun                                         | Coudun                      | Oise                | Hauts-de-France            | classé     | « PA00114644 », notice no PA00114644 | 49° 27′ 39″ nord, 2° 48′ 54″ est   |       |
| Fontaine de Noyon                                                      | Noyon                       | Oise                | Hauts-de-France            | classé     | « PA00114788 », notice no PA00114788 | 49° 34′ 50″ nord, 3° 00′ 00″ est   |       |
| Château de Raray                                                       | Raray                       | Oise                | Hauts-de-France            | classé     | « PA00114826 », notice no PA00114826 | 49° 15′ 38″ nord, 2° 42′ 43″ est   |       |
| Archives nationales et Service interministériel des Archives de France | 3e arrondissement de Paris  | Paris               | Île-de-France              | classé     | « PA00086155 », notice no PA00086155 | 48° 51′ 36″ nord, 2° 21′ 30″ est   |       |
| Hôtel Amelot de Bisseuil                                               | 4e arrondissement de Paris  | Paris               | Île-de-France              | classé     | « PA00086270 », notice no PA00086270 | 48° 51′ 29″ nord, 2° 21′ 29″ est   |       |
| Maison Tournardre                                                      | Besse-et-Saint-Anastaise    | Puy-de-Dôme         | Auvergne-Rhône-Alpes       | classé     | « PA00091897 », notice no PA00091897 | 45° 30′ 44″ nord, 2° 56′ 01″ est   |       |
| Maison d'Adam et Ève                                                   | Clermont-Ferrand            | Puy-de-Dôme         | Auvergne-Rhône-Alpes       | classé     | « PA00092057 », notice no PA00092057 | 45° 47′ 35″ nord, 3° 06′ 51″ est   |       |
| Menhir de Sainte-Anne                                                  | Clermont-Ferrand            | Puy-de-Dôme         | Auvergne-Rhône-Alpes       | classé     | « PA00092035 », notice no PA00092035 | 45° 46′ 42″ nord, 3° 08′ 54″ est   |       |
| Hôtel Regin                                                            | Clermont-Ferrand            | Puy-de-Dôme         | Auvergne-Rhône-Alpes       | classé     | « PA00092078 », notice no PA00092078 | 45° 47′ 37″ nord, 3° 06′ 41″ est   |       |
| Immeuble                                                               | Thiers                      | Puy-de-Dôme         | Auvergne-Rhône-Alpes       | inscrit    | « PA00092434 », notice no PA00092434 | 45° 51′ 18″ nord, 3° 32′ 52″ est   |       |
| Abbaye de Saint-Génis-des-Fontaines                                    | Saint-Génis-des-Fontaines   | Pyrénées-Orientales | Occitanie                  | classé     | « PA00104116 », notice no PA00104116 | 42° 32′ 36″ nord, 2° 55′ 19″ est   |       |
| Polissoir du Fond du Goulay                                            | Noisy-sur-École             | Seine-et-Marne      | Île-de-France              | classé     | « PA00087179 », notice no PA00087179 | 48° 22′ 16″ nord, 2° 27′ 15″ est   |       |
| Menhir de la Croix Saint-Jacques                                       | Tousson                     | Seine-et-Marne      | Île-de-France              | classé     | « PA00087299 », notice no PA00087299 | 48° 20′ 30″ nord, 2° 27′ 27″ est   |       |
| Manoir de Bévilliers                                                   | Gonfreville-l'Orcher        | Seine-Maritime      | Normandie                  | classé     | « PA00100675 », notice no PA00100675 | 49° 30′ 53″ nord, 0° 13′ 05″ est   |       |
| Hôtel de Bourgtheroulde                                                | Rouen                       | Seine-Maritime      | Normandie                  | classé     | « PA00100837 », notice no PA00100837 | 49° 26′ 31″ nord, 1° 05′ 18″ est   |       |
| Église Saint-Valery et Cimetière marin de Varengeville-sur-Mer         | Varengeville-sur-Mer        | Seine-Maritime      | Normandie                  | classé     | « PA00101077 », notice no PA00101077 | 49° 55′ 00″ nord, 0° 58′ 55″ est   |       |
| Immeuble                                                               | Abbeville                   | Somme               | Hauts-de-France            | classé     | « PA00116026 », notice no PA00116026 | 50° 06′ 11″ nord, 1° 50′ 17″ est   |       |
| Ancienne église Saint-Pierre de Doullens                               | Doullens                    | Somme               | Hauts-de-France            | classé     | « PA00116138 », notice no PA00116138 | 50° 09′ 20″ nord, 2° 20′ 36″ est   |       |
| Château-fort de Péronne                                                | Péronne                     | Somme               | Hauts-de-France            | classé     | « PA00116214 », notice no PA00116214 | 49° 55′ 45″ nord, 2° 55′ 51″ est   |       |
| Église Saint-Pierre de Roye                                            | Roye                        | Somme               | Hauts-de-France            | classé     | « PA00116231 », notice no PA00116231 | 49° 41′ 52″ nord, 2° 47′ 21″ est   |       |
| Maison                                                                 | Albi                        | Tarn                | Occitanie                  | inscrit    | « PA00095473 », notice no PA00095473 | 43° 55′ 44″ nord, 2° 08′ 39″ est   |       |
| Maison                                                                 | Albi                        | Tarn                | Occitanie                  | inscrit    | « PA00095474 », notice no PA00095474 | 43° 55′ 43″ nord, 2° 08′ 39″ est   |       |
| Maison                                                                 | Albi                        | Tarn                | Occitanie                  | inscrit    | « PA00095475 », notice no PA00095475 | 43° 55′ 43″ nord, 2° 08′ 39″ est   |       |
| Maison                                                                 | Albi                        | Tarn                | Occitanie                  | inscrit    | « PA00095476 », notice no PA00095476 | 43° 55′ 43″ nord, 2° 08′ 39″ est   |       |
| Maison                                                                 | Albi                        | Tarn                | Occitanie                  | inscrit    | « PA00095467 », notice no PA00095467 | 43° 55′ 48″ nord, 2° 08′ 38″ est   |       |
| Porte de Rous                                                          | Cordes-sur-Ciel             | Tarn                | Occitanie                  | classé     | « PA00095545 », notice no PA00095545 | 44° 03′ 47″ nord, 1° 57′ 10″ est   |       |
| Couvent des Clarisses de Lauzerte                                      | Lauzerte                    | Tarn-et-Garonne     | Occitanie                  | classé     | « PA00095773 », notice no PA00095773 | 44° 15′ 22″ nord, 1° 08′ 14″ est   |       |
| Hôtel-Dieu de Louvres                                                  | Louvres                     | Val-d'Oise          | Île-de-France              | classé     | « PA00080106 », notice no PA00080106 | 49° 02′ 23″ nord, 2° 30′ 23″ est   |       |
| Théâtre romain                                                         | Fréjus                      | Var                 | Provence-Alpes-Côte d'Azur | classé     | « PA00081623 », notice no PA00081623 | 43° 26′ 13″ nord, 6° 44′ 17″ est   |       |
| Synagogue de Carpentras                                                | Carpentras                  | Vaucluse            | Provence-Alpes-Côte d'Azur | classé     | « PA00082014 », notice no PA00082014 | 44° 03′ 19″ nord, 5° 02′ 55″ est   |       |
| Synagogue de Cavaillon                                                 | Cavaillon                   | Vaucluse            | Provence-Alpes-Côte d'Azur | classé     | « PA00082026 », notice no PA00082026 | 43° 50′ 14″ nord, 5° 02′ 19″ est   |       |
| Pierre-qui-vire                                                        | Cheffois                    | Vendée              | Pays de la Loire           | classé     | « PA00110074 », notice no PA00110074 | 46° 41′ 10″ nord, 0° 47′ 31″ ouest |       |
| Cathédrale Saint-Pierre de Maillezais                                  | Maillezais                  | Vendée              | Pays de la Loire           | classé     | « PA00110162 », notice no PA00110162 | 46° 22′ 24″ nord, 0° 44′ 51″ ouest |       |
| Pierre au Trésor de la Triée                                           | Notre-Dame-de-Riez          | Vendée              | Pays de la Loire           | classé     | « PA00110189 », notice no PA00110189 | 46° 44′ 58″ nord, 1° 54′ 13″ ouest |       |
| Menhir du Pré-Doux                                                     | Notre-Dame-de-Riez          | Vendée              | Pays de la Loire           | classé     | « PA00110188 », notice no PA00110188 | 46° 45′ 10″ nord, 1° 54′ 17″ ouest |       |
| Château de Coussay                                                     | Coussay                     | Vienne              | Nouvelle-Aquitaine         | classé     | « PA00105437 », notice no PA00105437 | 46° 48′ 37″ nord, 0° 44′ 50″ est   |       |
| Prieuré Notre-Dame d'Availles                                          | Nouaillé-Maupertuis         | Vienne              | Nouvelle-Aquitaine         | classé     | « PA00105567 », notice no PA00105567 | 46° 29′ 47″ nord, 0° 26′ 19″ est   |       |
| Hôpital général                                                        | Poitiers                    | Vienne              | Nouvelle-Aquitaine         | inscrit    | « PA00105605 », notice no PA00105605 | 46° 35′ 21″ nord, 0° 20′ 36″ est   |       |
| Logis de la Grande-Barre                                               | Poitiers                    | Vienne              | Nouvelle-Aquitaine         | inscrit    | « PA00105629 », notice no PA00105629 | 46° 34′ 39″ nord, 0° 20′ 39″ est   |       |
| Chapelle de Cubord                                                     | Valdivienne                 | Vienne              | Nouvelle-Aquitaine         | classé     | « PA00105750 », notice no PA00105750 | 46° 28′ 53″ nord, 0° 39′ 05″ est   |       |
| Église Saint-Hilaire de Salles-en-Toulon                               | Valdivienne                 | Vienne              | Nouvelle-Aquitaine         | classé     | « PA00105755 », notice no PA00105755 | 46° 30′ 32″ nord, 0° 38′ 06″ est   |       |
| Pierre-borne                                                           | Raon-l'Étape                | Vosges              | Grand Est                  | classé     | « PA00107246 », notice no PA00107246 | 48° 25′ 04″ nord, 6° 49′ 44″ est   |       |
| Hostellerie de la Grappe                                               | Auxerre                     | Yonne               | Bourgogne-Franche-Comté    | classé     | « PA00113596 », notice no PA00113596 | 47° 47′ 43″ nord, 3° 34′ 09″ est   |       |
| Église Saint-Pierre de Chablis                                         | Chablis                     | Yonne               | Bourgogne-Franche-Comté    | classé     | « PA00113632 », notice no PA00113632 | 47° 48′ 31″ nord, 3° 48′ 00″ est   |       |
| Château de Druyes-les-Belles-Fontaines                                 | Druyes-les-Belles-Fontaines | Yonne               | Bourgogne-Franche-Comté    | classé     | « PA00113676 », notice no PA00113676 | 47° 32′ 55″ nord, 3° 25′ 21″ est   |       |
| Cimetière de Gisy-les-Nobles                                           | Gisy-les-Nobles             | Yonne               | Bourgogne-Franche-Comté    | classé     | « PA00113693 », notice no PA00113693 | 48° 17′ 04″ nord, 3° 14′ 49″ est   |       |
| Maison du Pilori                                                       | Joigny                      | Yonne               | Bourgogne-Franche-Comté    | classé     | « PA00113712 », notice no PA00113712 | 47° 59′ 00″ nord, 3° 23′ 43″ est   |       |
| Cimetière de Neuilly                                                   | Neuilly                     | Yonne               | Bourgogne-Franche-Comté    | classé     | « PA00113756 », notice no PA00113756 | 47° 54′ 59″ nord, 3° 26′ 38″ est   |       |
| Château abbatial de Vézelay                                            | Vézelay                     | Yonne               | Bourgogne-Franche-Comté    | classé     | « PA00113930 », notice no PA00113930 | 47° 27′ 58″ nord, 3° 44′ 59″ est   |       |